# Pasquale Educ
Pasquale Educ (Villa Castelnuovo, 17 aprile 1927 – Frassinetto, 23 ottobre 1944) è stato un partigiano italiano, medaglia d'oro al valor militare.

## Biografia
Giovanissimo, con il nome di battaglia di "Bandiera", ha preso parte alla Guerra di liberazione combattendo nella 3ª Brigata "Matteotti". Il 30 luglio del 1944 fu tra i protagonisti della battaglia di Valperga e un mese dopo, a Cuorgnè, con i partigiani del suo distaccamento, fece saltare in aria il ponte sul torrente Orco. Il 21 ottobre del 1944 Educ, nel corso di combattimenti violentissimi tra i partigiani e formazioni antiguerriglia composte di soldati tedeschi e collaborazionisti russi, fu catturato. Dopo due giorni finì davanti ad un plotone d'esecuzione.

## Onorificenze
A Pasquale Educ sono dedicate una via e una targa commemorativa nel comune di Castellamonte.